# Metapone titan
Metapone titan (лат.) — род термитофильных мелких муравьёв рода Metapone (Formicidae) из подсемейства Myrmicinae.

## Распространение
Папуа Новая Гвинея, New Ireland Province: Lemkamin.

## Описание
Мелкие коренастые муравьи буровато-чёрного цвета. Отличаются широким выступающим клипеусом, крючковидным субпетиолярным выступом и крупными размерами (самки до 16 мм, крупнейший вид своего рода). Скапус усиков короткий, вытянутой прямоугольной голова вытянутая прямоугольная, лапки с толстыми бёдрами, петиоль и постпетиоль утолщённые.

## Систематика
Вид был впервые описан в 2016 году мирмекологами Робертом Тейлором (Australian National University, Канберра, Австралия) и Гари Альпертом (Музей сравнительной зоологии, Гарвардский университет, Кембридж, США) по материалам из Новой Гвинеи. Название виду дано из-за его относительно крупного размера (крупнейший вид своего рода). Своими морфологическими особенностями и окраской резко выделяется среди прочих видов Metapone.